# Krople do oczu

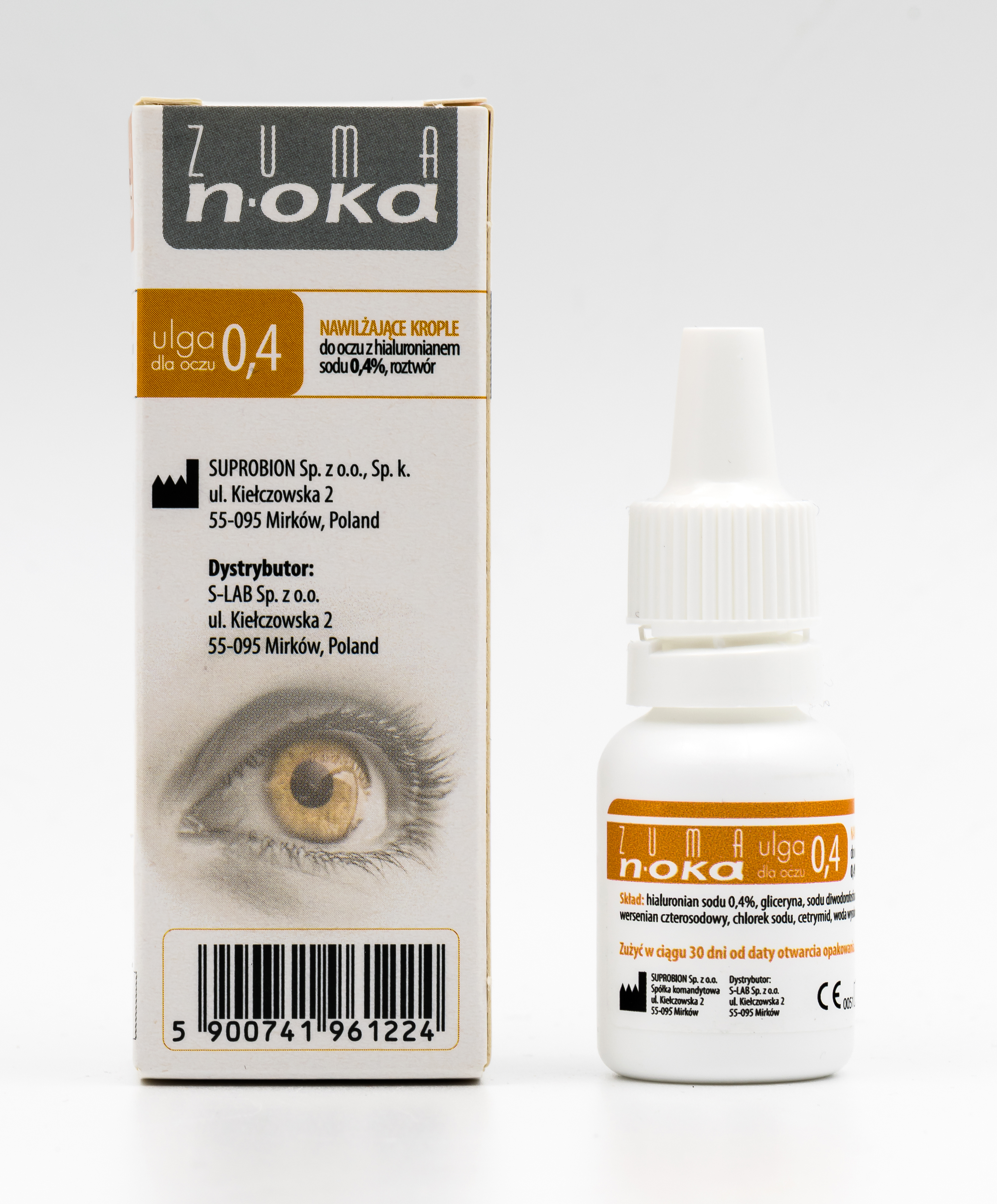
Krople do oczu Zuma Noka 0,4%

Krople do oczu to  grupa preparatów przeznaczonych do stosowania przy podrażnieniach, stanach zapalnych i chorobach oczu. Aplikacja odbywa się bezpośrednio do worka spojówkowego  za pomocą zakraplacza. Skład kropli do oczu zależy od dolegliwości lub choroby na jaką są przeznaczone. 

## Rodzaje kropli do oczu
- Wśród dostępnych na rynku farmaceutycznym preparatów można wyróżnić m.in. krople zawierające chlorowodorek tetryzoliny. Działają one obkurczająco na naczynia krwionośne i nie mogą być stosowane dłużej niż 2 dni. Skutkiem ubocznym ich stosowania może być chwilowe zaburzenia widzenia.

- Kolejną grupę preparatów ocznych stanowią krople, których działanie polega na nawilżaniu gałki ocznej i spojówki. Wśród nich występują krople fizjologiczne, których skład jest zbliżony do naturalnego filmu łzowego. Mogą być one stosowane przez alergików i osoby noszące soczewki kontaktowe. Do grupy tej należą krople homeopatyczne na bazie świetlika i nagietka lekarskiego i krople zawierające hialuronian sodu łagodzące podrażnienia oczu. Krople bez środków konserwujących są często zanieczyszczone potencjalnie patogennymi mikroorganizmami[1].
- Na rynku dostępne są też krople zawierające chlorek benzalkonium jako środek konserwujący. Mogą one wywoływać chwilowe zamglenie widzenia, zaczerwienie i uczucie szczypania.

Specjalistyczne krople do oczu dostępne na receptę mogą zawierać  steroidy, leki przeciwhistaminowe, leki sympatykomimetyczne, prostaglandyn i inne substancje aktywne. Preparaty do oczu mogą mieć postać kropli, żeli, leków do oczu i preparatów witaminowych.